# NGC 2040
NGC 2040 – mgławica emisyjna położona w gwiazdozbiorze Złotej Ryby, w Wielkim Obłoku Magellana. Została odkryta 27 września 1826 roku przez Jamesa Dunlopa.
Z mgławicą jest powiązana asocjacja gwiazdowa OB, w której skład wchodzą młode, masywne gwiazdy typu widmowego O i B.